# Hotel de señoritas
Hotel de señoritas  es una película argentina filmada en Eastmancolor dirigida por Enrique Dawi sobre el guion de Jorge L. Fossati y Baldomero Etchegoyen según un argumento de Ángel Acciaresi, Ángel Cortese  y Toto Rey  que se estrenó el 18 de octubre de 1979 y que tuvo como actores principales a Jorge Martínez, Juan Carlos Dual, Elena Sedova y Patricia Dal. Fue la última película de Ángel Magaña.

## Sinopsis
Un moralista dueño de un hotel exclusivo para señoritas las protege de sus pretendientes.

## Reparto por orden de aparición en la película
- Jorge Martínez
- Juan Carlos Dual
- Elena Sedova
- Patricia Dal
- Gogó Andreu
- Rudy Chernicoff
- Vicente Rubino
- Nené Malbrán
- Toto Rey
- Alberto Irízar
- Adriana Quevedo
- Marta Albertini
- Carmen Barbieri
- Marcos Zucker
- Mario Sapag
- Ricardo Morán
- Linda Peretz …Astróloga
- Vicente La Russa
- Juan Alberto Mateyko
- Ángel Magaña

## Comentarios
Raúl Álvarez Pontiroli en Convicción escribió:

«Chabacanería donde las señoritas muestran si no lo que puede contemplarse en cualquier playa, más una que otra celulitis prematura.»

La Nación opinó:

«Comicidad muy vulgar.»